# Horodna (góra)
Horodna – wzgórze w masywie Kopacza na terenie Pogórza Dynowskiego na północ od Sanoka, położona jest w paśmie wzniesień na lewym brzegu Sanu, który w tym miejscu tworzy Przełom Sanu w Trepczy. Występują tu pstre iły o zabarwieniu czerwonym.
Góra ma świetne położenie dominujące nad silnym zakrętem rzeki San w odległości około 6 km od Sanoka. Horodna jest wzniesiona nad poziom morza 480 m i leży w pobliżu szczytu Kopacz o wysokości 535 m n.p.m. Z lewej uchodzi do Sanu Sanoczek oraz potok Dębny, biorący swój początek w masywie Kopacza i Głębokiej. 

## Grodzisko Horodne
W masywie Kopacza, bezpośrednio nad doliną Sanu leżą grodziska Horodyszcze i Horodne. Odnaleziono tu również ślady osadnictwa wczesnośredniowiecznego, osadnictwa z wczesnej epoki brązu i okresu lateńskiego. Na stoku wzgórza znajdują się również VIII — X wieczne cmentarzyska ciałopalne i kurhanowe, a na przeciwległej kulminacji Horodyszcza cerkwisko po XII wiecznej cerkwi. 
Dwuczłonowe grodzisko Horodnego składało się z właściwego grodu - niewielkich rozmiarów - do którego od południa przylegał drugi człon w kształcie wydłużonego owalu, prawdopodobnie podgrodzie. System obronny składał się z dwu linii pierścieniowatych wałów, od strony płn. wzmocniony. 
Oba grody kontrolowały w przeszłości zapewne przeprawę przez San w Międzybrodziu na trakcie prowadzącym z Sanoka do Przemyśla. Grodzisko zostało po raz pierwszy opisane przez Tadeusza Żurowskiego. 
U podnóża góry biegnie historyczny szlak, którym transportowano sól tyrawską, a obecnie droga powiatowa z Sanoka do Mrzygłodu.  
W bezpośrednim otoczeniu Horodnego znajdowały się jeszcze grody na Białej Górze oraz Sanoku.